# Tetragnatha unicornis
Tetragnatha unicornis este o specie de păianjeni din genul Tetragnatha, familia Tetragnathidae, descrisă de Tullgren, 1910. Conform Catalogue of Life specia Tetragnatha unicornis nu are subspecii cunoscute.